# Nomentano
Nomentano è il quinto quartiere di Roma, indicato con Q. V.
Il toponimo indica anche la zona urbanistica 3A del Municipio Roma II di Roma Capitale.
Benché non ufficiale, è invalsa anche la denominazione di Nomentano-Italia.

## Geografia fisica

### Territorio
Si trova nell'area nord-est della città, a ridosso delle Mura aureliane. Ha la forma di un triangolo irregolare e poggia su un terreno ondulato.
Il quartiere confina:
- a nord-ovest con il quartiere Q. IV Salario[1] e con il quartiere Q. XVII Trieste[2]
- a est con il quartiere Q. XXI Pietralata[3]
- a sud con il quartiere Q. VI Tiburtino[4]
- a sud-ovest con il rione R. XVIII Castro Pretorio[5]

## Storia
Il Nomentano è fra i primi 15 quartieri nati nel 1911, ufficialmente istituiti nel 1921 e prese il nome dalla via Nomentana.
La costruzione iniziale risale alla fine del XIX secolo e all'inizio del XX. Testimonianze di tale tipologia edilizia sono evidenti soprattutto nella zona del Policlinico Umberto I, esso stesso completato nel 1902.
L'area conobbe poi un forte sviluppo, soprattutto come zona residenziale, nel ventennio fascista e nell'immediato secondo dopoguerra, quando si giunse rapidamente alla saturazione territoriale.
Durante la seconda guerra mondiale il quartiere fu obiettivo di aspri bombardamenti da parte delle forze alleate, in particolare di quello del 14 marzo 1944, ricordato come il terzo più grande sulla capitale per tonnellaggio e numero di vittime. Come detto, l'incremento edilizio del dopoguerra ha totalmente cancellato le cicatrici provocate dai bombardamenti. Altre tensioni all'epoca erano dovute alla ricerca da parte delle forze fasciste di ebrei dopo la promulgazione delle leggi razziali: il quartiere, infatti, ospita una vasta comunità ebraica nei pressi di piazza Bologna, con una sinagoga in via Padova.

### Stemma
D'oro al monte (Monte Sacro) di verde col ponte su l'Aniene d'argento.

## Monumenti e luoghi d'interesse

### Architetture civili

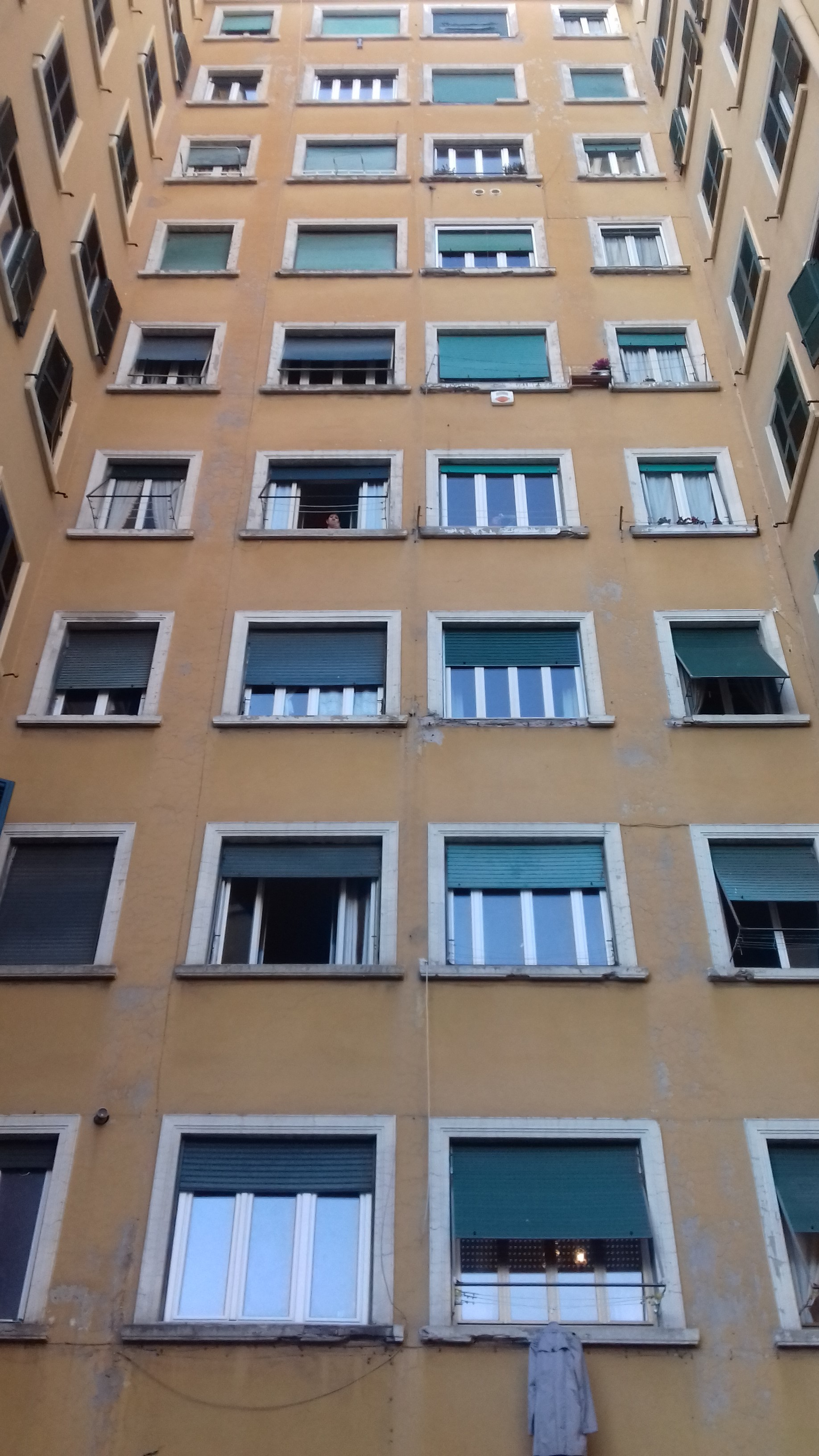
Palazzina di abitazione, via Catania 69

- Villino Ximenes, su piazza Galeno. Villino in stile liberty di inizio XX secolo (1902).

Progetto dell'architetto Ettore Ximenes.
- Villino Wille, su via Andrea Cesalpino. Villino di inizio XX secolo (1907).

Progetto dell'architetto Ernst Wille.
- Casa ICP Sant'Ippolito II (Tiburtino II), detta "Casa del Sole"[7], su via della Lega Lombarda. Edificio del XX secolo (1929-30).

Progetto dell'architetto Innocenzo Sabbatini.
- Edificio postale di Roma Nomentano a piazza Bologna. Edificio razionalista del XX secolo (1933).

Progetto dell'architetto Mario Ridolfi.
- Palazzi Federici, tra viale Ventuno Aprile, via Famiano Nardini, via Costantino Corvisieri e via Enrico Stevenson. Edifici in stile razionalista del XX secolo (1931-37).[8]

Costruiti dall'impresa Federici sui progetti dell'architetto Mario De Renzi.
- Cinema Jolly, già Teatro-Cinema Atlante, su via della Lega Lombarda, angolo via Giano della Bella. Edificio del XX secolo (1947-49).[9]

Progetto dell'architetto Francesco De Intinis. Chiuso nel 1986, l'edificio è stato ristrutturato tra il 1994 e il 1997, per poi essere inaugurato nell'ottobre dello stesso anno come Mutisala Jolly.
- Biblioteca Nazionale Centrale, su viale Castro Pretorio. Edificio in stile modernista del XX secolo (1975).

Progetto di Massimo Castellazzi, Tullio Dell'Anese e Annibale Vitellozzi.
- Città del Sole, tra via della Lega Lombarda e via Arduino. Complesso architettonico del XXI secolo (2010-15).[10]

Progetto dello studio Labics.

### Architetture religiose

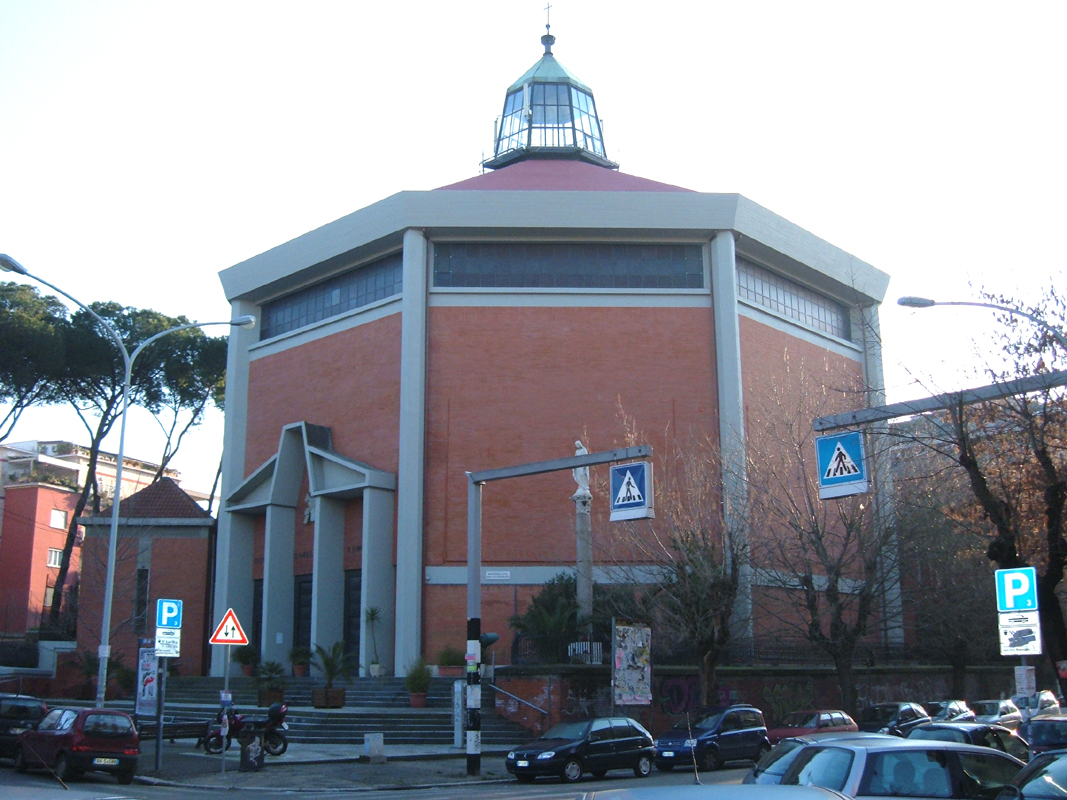
Chiesa di Sant'Angela Merici

- Chiesa di Santa Francesca Cabrini, via della Marsica.
- Chiesa del Corpus Domini, via Nomentana
- Chiesa di San Giuseppe a via Nomentana
- Chiesa di Sant'Ippolito, viale delle Provincie
- Chiesa di Sant'Angela Merici, via Bartolomeo Marliano
- Chiesa di Sant'Orsola, via Livorno
- Chiesa di Nostra Signora del Santissimo Sacramento e dei Santi Martiri Canadesi, via Giovanni Battista De Rossi
- Chiesa dei Santi Sette Fondatori, via Bari

### Architetture militari

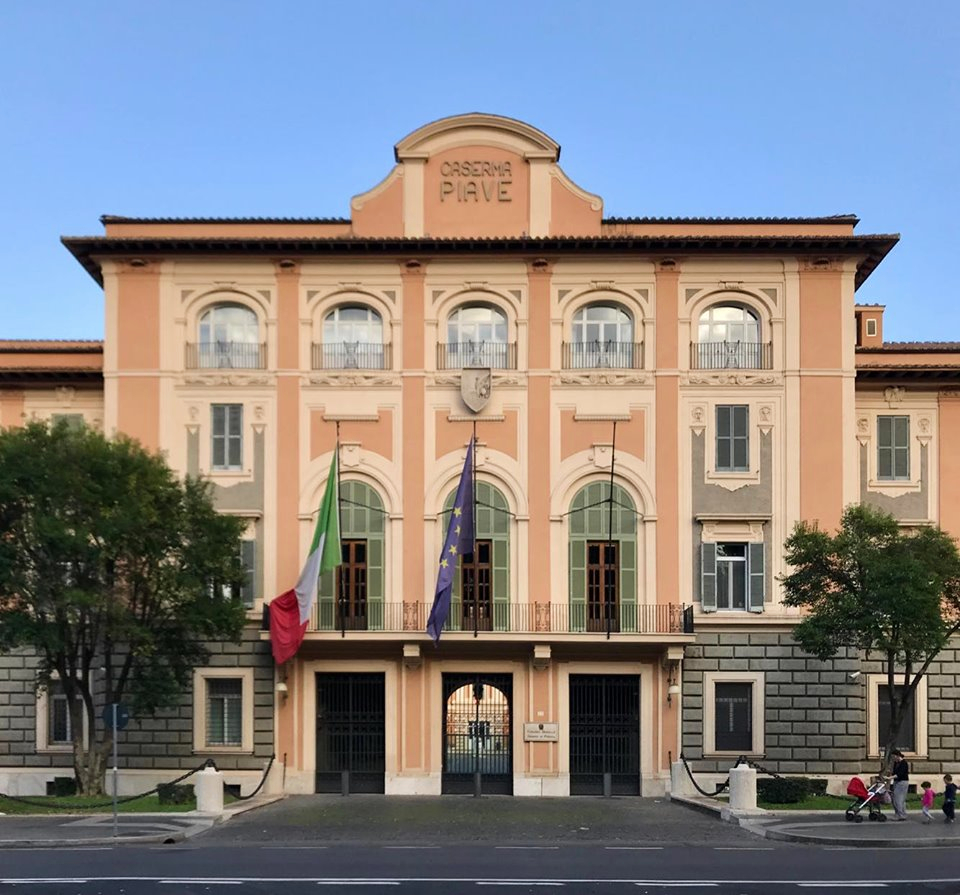
Ingresso della Caserma Piave

- Batteria Nomentana, via Nomentana/via della Batteria Nomentana (1884-90)
- Caserma Castro Pretorio, su viale Castro Pretorio.
- Caserma Piave, su viale Ventuno Aprile. Edificio eclettico realizzato su progetto di Arnaldo Foschini, inaugurata nel 1913 come Caserma Vittorio Emanuele III.

Sede del Comando generale della Guardia di Finanza (dal 1913 in poi).

### Siti archeologici
- Catacomba di San Nicomede, via Nomentana
- Catacomba di Sant'Ippolito, via dei Canneti
- Catacombe di Villa Torlonia, via Nomentana

### Ville
- Villa Torlonia, via Nomentana

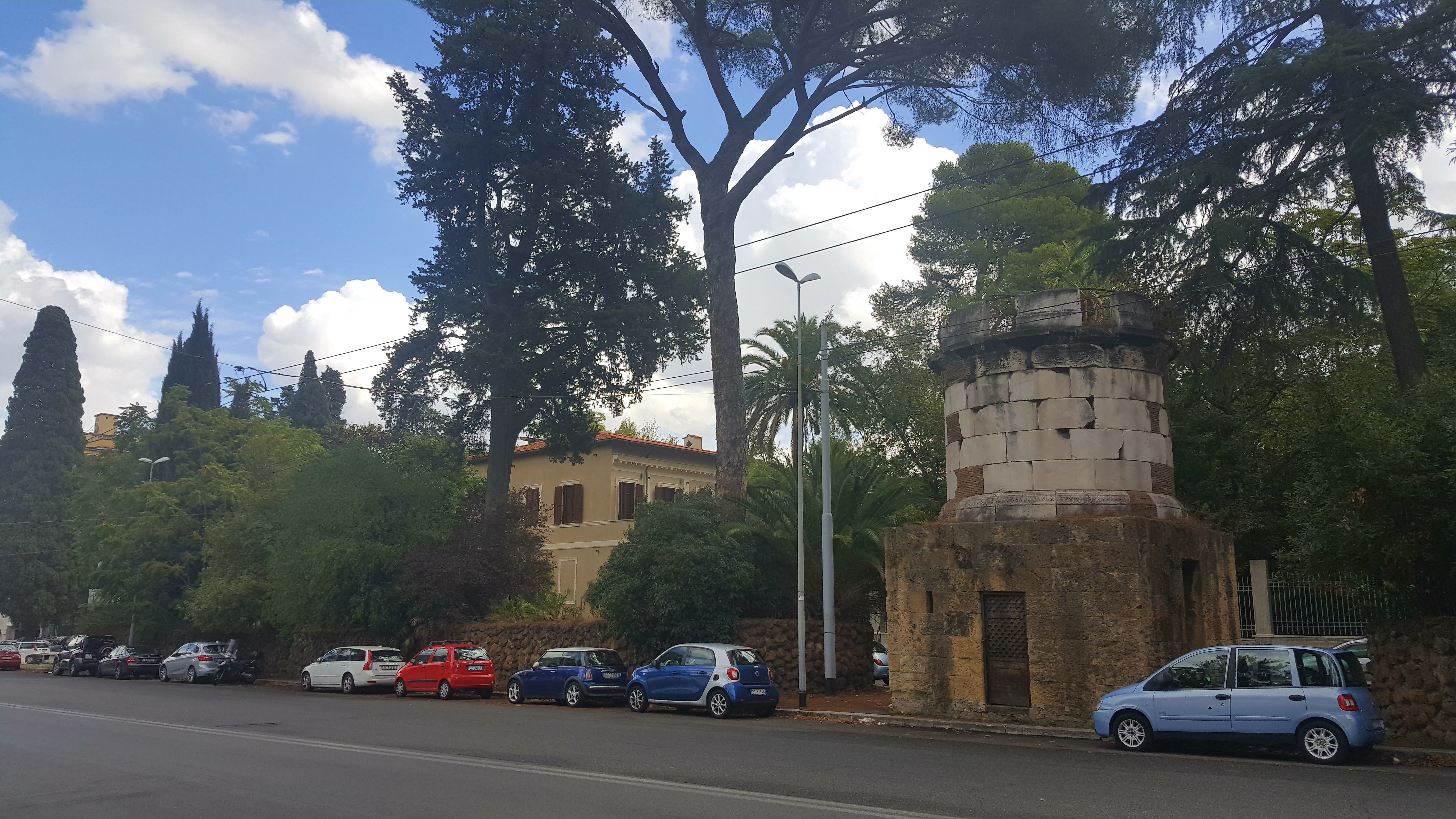
Mausoleo di Tor di Quinto sulla via Nomentana, davanti a villa Blanc.

- Villa Mirafiori, via Carlo Fea (1878)
- Villa Massimo, largo di Villa Massimo (1913)
- Villa Blanc, via Nomentana, inizio XX secolo

### Altro
- Monumento ai caduti della Guardia di Finanza della Grande Guerra in largo Ventuno Aprile (Amleto Cataldi, 1930)[11]
- Monumento al Bersagliere in piazzale di Porta Pia (Publio Morbiducci e Italo Mancini, 1932)

## Enti
- Palazzo del Ministero delle infrastrutture e dei trasporti, Piazzale di Porta Pia, 1
- Policlinico Umberto I, viale del Policlinico
- Sede dell’Accademia dei XL presso Villa Torlonia.
- Sede romana della SDA Bocconi in via Antonio Nibby.

## Cultura

### Musei
- Musei di Villa Torlonia

## Geografia antropica

### Urbanistica

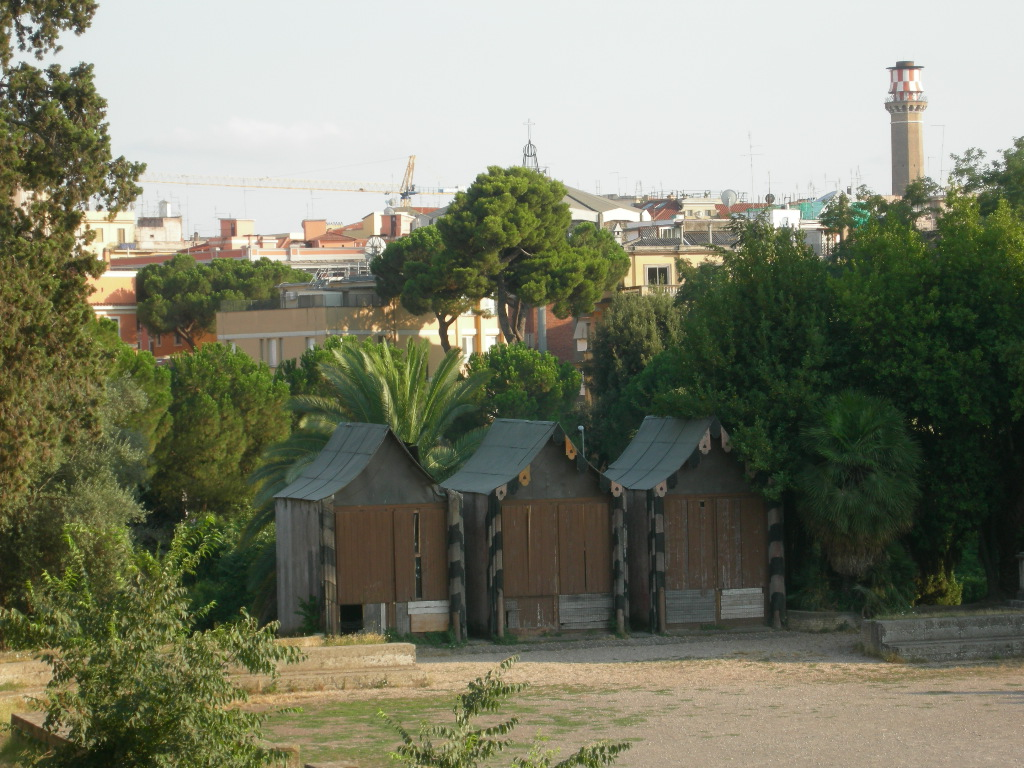
Panorama del quartiere e del Policlinico da Villa Torlonia

Si sviluppa lungo l'asse della via Nomentana, ad est di questa, fino al cavalcavia sulla ferrovia Firenze-Roma, che lo delimita sul lato orientale insieme alla Tangenziale Est.
È attraversato da due direttrici di importanza cittadina: l'asse viale Regina Margherita - viale Regina Elena, un rettifilo che va dai Parioli a piazzale del Verano, e viale del Policlinico - via G.B. Morgagni - viale della Lega Lombarda, che mette in comunicazione via Tiburtina con Porta Pia e Corso d'Italia. Inoltre ponte Lanciani porta un flusso di traffico radiale direttamente all'interno del quartiere dall'adiacente zona di Pietralata.
Il tracciato delle strade è quasi del tutto moderno. Solo la direttrice via Torlonia - via de' Rossi - via Tommasini, che ricalca il preesistente vicolo di Pietralata e le vie che confinano con Villa Blanc, ovvero via Giuseppe Vasi, via Onofrio Panvinio ecc., risultano appartenere al tessuto urbano dei primi del Novecento.
La parte compresa tra la via Nomentana, il viale del Policlinico, la via di Villa Massimo è la più signorile, edificata tra la fine del XIX secolo e il primo trentennio del XX con raffinati villini e palazzine.

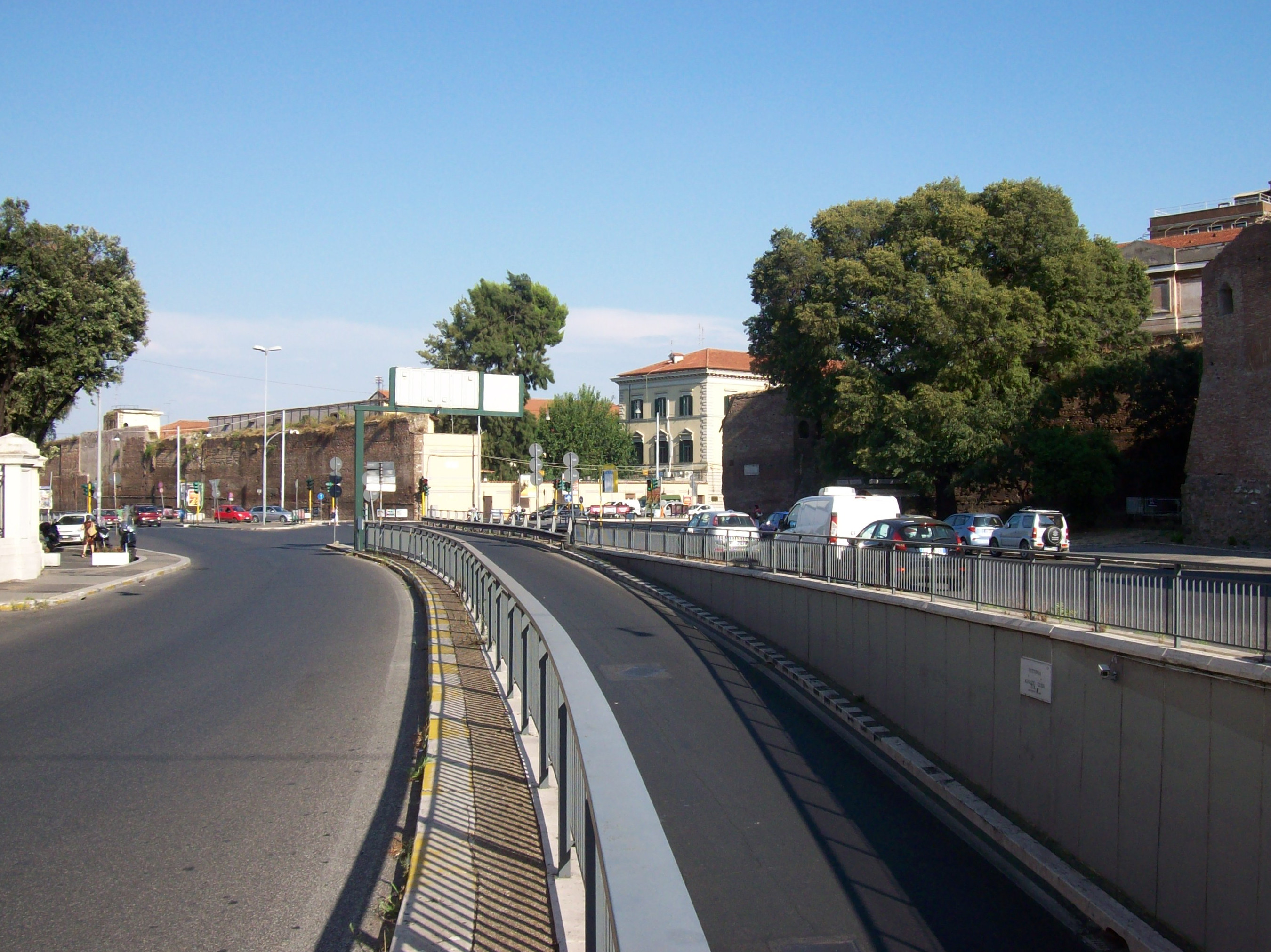
Piazza della Croce Rossa e l'inizio del sottovia che conduce al Muro Torto

Immediatamente a ridosso del viale XXI Aprile e di piazza Bologna, e sull'asse del viale delle Province, si trovano decorosi edifici di edilizia intensiva e popolare costruiti negli anni 30. Tra la via Tiburtina e la omonima Stazione si trova il piccolo agglomerato di graziose casette popolari conosciuto come Quartiere di Sant'Ippolito o Tiburtino Secondo. Il quartiere Nomentano è stato completato con palazzine di cinque piani nel dopoguerra.
Fino agli anni settanta, la zona intorno alla Villa Torlonia ha visto la sostituzione di villini con palazzine moderne ed edifici per uffici. Pur se tale pratica è stata poi vietata dal piano regolatore, è comunque proseguito il fenomeno della terziarizzazione, con la sostituzione delle residenze con uffici. La strenua opposizione dei residenti è riuscita ad impedire per quarant'anni l'edificazione di un lotto immediatamente adiacente alla Villa Torlonia. Sembra però che ora il Comune voglia destinare tale area alla costruzione di un edificio museale.
Il quartiere comprende la zona tra via Nomentana, la tangenziale est, il Policlinico Umberto I e parte della zona di San Lorenzo. È uno dei quartieri più piccoli della città, con una discreta densità di popolazione (circa 75.000 residenti), mediamente collocata in una fascia sociale medio-alta.
Dati statistici rivelano, rispetto ad altri quartieri della capitale, un alto indice di vecchiaia e di immigrazione da paesi extra-comunitari. Inoltre, data l'alta concentrazione di poli per il lavoro terziario e la sua posizione, si registrano volumi di traffico e di inquinamento superiori alla media del comune, che costringono, tra l'altro, a frequenti interventi per la ristrutturazione delle strade.

### Odonimia
Le strade intorno a piazza Bologna e lungo il viale delle Provincie sono dedicate a province italiane (di qui il nome del quartiere: Nomentano - Italia); quelle adiacenti al Policlinico a medici di varie epoche, quelle tra Villa Torlonia e viale XXI Aprile ad archeologi e storici della Campagna romana; tra piazza Bologna e la ferrovia invece sono le strade dedicate ad eroi e personaggi illustri del periodo medioevale. Altre vie sono dedicate a eventi medievali, a battaglie legate all'Unificazione italiana, ad archeologi e storici, a religiosi; ancora, derivano da personaggi vari o da denominazioni locali.

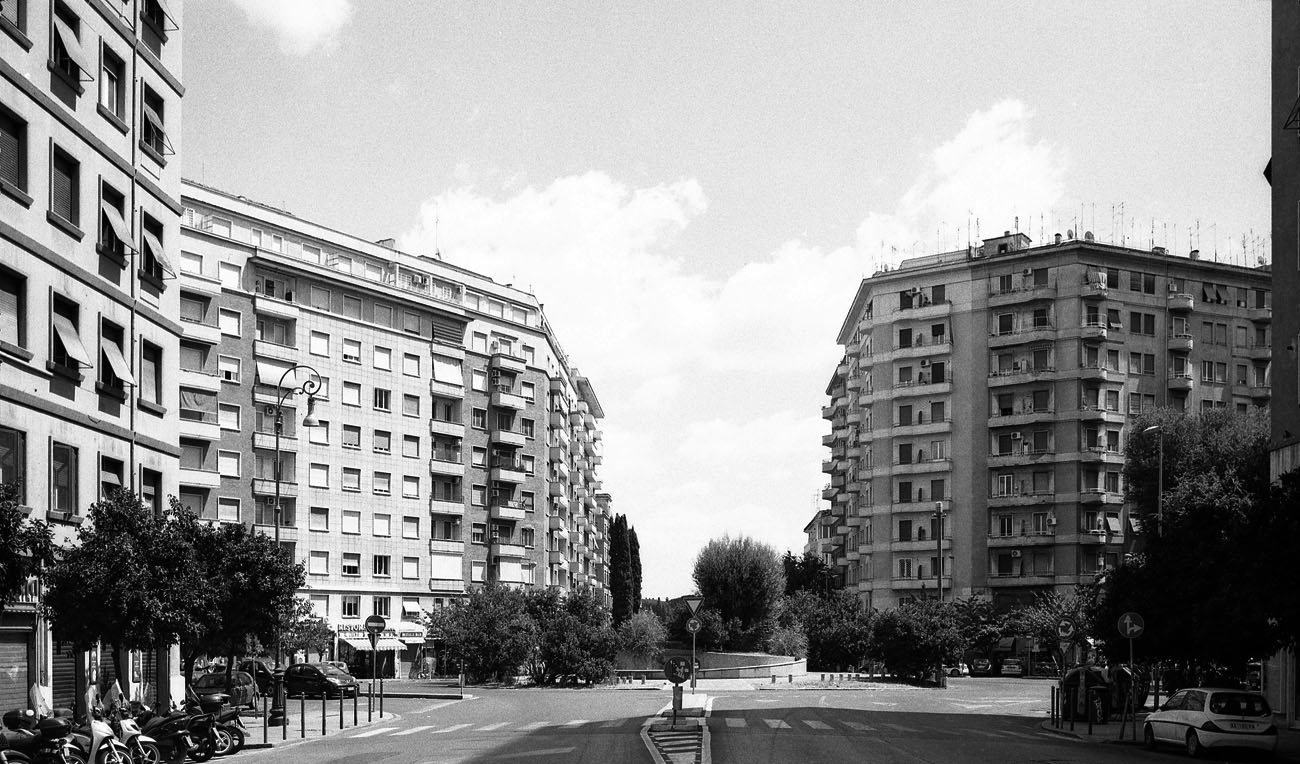
Piazzale delle Province

## Infrastrutture e trasporti
|  | È raggiungibile dalle stazioni di Roma Nomentana e Roma Tiburtina. |